# Ивошевич, Люба
Люба Ивошевич-Димитрова (17 июля 1884, Сараново — 27 мая 1933, Москва) — сербская и болгарская революционерка, поэтесса, жена Георгия Димитрова.

## Биография
Любица Ивошевич родилась 17 июля 1884 года в селе Сараново в центральной Сербия. По национальности сербка. Она являлась младшим ребёнком Милована и Милицы Ивошевич. У Любы были старшие братья Живоин, Живка и Никола. После окончания начальной школы в 14 лет начала работать швеей. В рабочем движении с 16 лет. Состояла в Союзе швейных работников и Сербской социал-демократической партии.
Сперва Ивошевич работала швеей в Крагуеваце, затем в Белграде и Вене, где освоила немецкий язык. В 1902 году она переехала в Болгарию и вступила в Болгарскую рабочую социал-демократическую партию. В городе Сливен Люба вышла замуж за профсоюзного деятеля и однопартийца Михаила Кантарджиева. Но через год брак распался из-за политических разногласий: в ходе раскола социал-демократической партии Люба примкнула к «теснякам», радикальным болгарским социалистам, тогда как её супруг поддержал более умеренных «широких социалистов».
После развода Ивошевич обосновалась в Софии. Там она стала трудиться в студии модной одежды и вскоре стала её управляющей.
В 1906 году вышла замуж за Георгия Димитрова. Она стала верной помощницей будущего коммунистического лидера и, в частности, помогала ему в изучении немецкого языка.
С 1909 по 1912 года она была главным редактором болгарской газеты «Шивашки работник» («Швейный рабочий»). В 1914 году Ивошевич стала членом женской комиссии при ЦК БРСДП. В 1920 году она была представителем болгарской компартии на съезде югославских коммунистов.
После поражения Сентябрьского восстания в 1923 году Люба Ивошевич вместе с мужем эмигрировала в Советский Союз. В Москве у Любы развилась хроническая депрессия, причиной которой была её невозможность иметь детей и постоянные и длительные разъезды Димитрова, вызванные политическими делами. С 1927 года, из-за ухудшения психического состояние и выявления парафренического синдрома, Ивошевич была направлена на лечение в психиатрическую клинику.
В 1933 году после того, как Димитров был арестован нацистами в Германии, её психическое состояние усугубилось. 27 мая Люба Ивашевич покончила жизнь самоубийством, выбросившись из окна третьего этажа.
Похоронена на Новодевичьем кладбище (колумбарий, секция 67).
Одна из улиц белградского района Церак носит её имя.

## Творчество
Любу Ивошевич называют первым сербским пролетарским поэтом. В 1902 году она опубликовала свое первое стихотворение. До 1923 года в социалистической газете «Радничке новине» было опубликовано 25 её стихотворений. Самым плодотворным в творческом отношении для Ивошевич был 1920 год — тогда в разных изданиях было опубликовано 15 её стихотворений.
Помимо сербского языка, Ивошевич писала и на болгарском. В 1920 и 1923 годах в Болгарии были опубликованы её прозаические рассказы «Первый снег» и «Львица» из жизни рабочих. Также занималась переводом статей из русского языка.

## В кинематографе
В фильме «Предупреждение» 1981 года роль Любы Ивошевич исполнила болгарская актриса Невена Коканова.